# François Chastel
François Chastel, né le 6 mai 1765 à Veigy (duché de Savoie) et mort le 1er juillet 1847, est un administrateur et un homme politique au cours du Directoire et du Premier Empire.

## Biographie

### Origines
Joseph-François-Aymé Chastel naît le 6 mai 1765 à Veigy — L'historien Paul Guichonnet donne le 7 mars 1766 —, qui relève à cette période de la province de Carouge, dans le duché de Savoie. Son père, Nicolas Chastel († 1792), est notaire-secrétaire dans le bourg, « un représentant typique de ces bourgeois de la seconde moitié du XVIIIe siècle » (Guichonnet), il est également franc-maçon libéral. Marié à Marie Favrat, en 1762, ils ont cinq garçons et une fille. Les quatre frères de François seront officiers dont le capitaine Michel Chastel, député de Foncenex à l'Assemblée nationale des Allobroges et le général Louis Pierre Aimé Chastel (1774-1826),.
Il est notamment cousin germain du général Dessaix.
Il effectue, tout comme ses frères, ses études au collège de Thonon, tenu par l'ordre des Barnabites. Il poursuit avec son frère Michel des études de droit à l'université de Turin, capitale du duché de Savoie. Il devient avocat à Carrouge, cité royale sabado-sarde  à la frontière de Genève.
L'historien Guichonnet décrit François, et son frère cadet Pierre-Amé, comme de « bons sujets, avec un parcours sans accidents et une ascension régulière dans la fonction publique, pour le premier et dans l'armée pour le second. » Lorsque les soubresauts de la Révolution française résonne jusqu'à eux, les frères Chastel « sont à l'unisson des sentiments qu'expriment de jeunes bourgeois, appartenant à leur milieu. Ils manifestent leur hostilité à la monarchie de Turin et à ses représentants locaux ». À Carrouge, ils adhèrent, par idéologie politique, à l'Ordre nouveau et « entrèrent en Révolution ». Son frère Michel, acquis aux idées libérales, est arrêté, mais s'enfuit, en 1791. Il se réfugie à Genève, puis passe en France, dans le Pays de Gex où François le rejoint, avec d'autres libéraux savoyards et se rendent à Paris.
Son père meurt en mai 1792, soit quelques mois avant l'annexion du duché de Savoie par la Légion des Allobroges. François est alors âgé de 26 ans.

### Carrière politique
Quelques semaines avant l'annexion officielle du duché de Savoie à la France, entre octobre et novembre 1792, François Chastel est de retour à Carrouge où il est membre du Club carrougeois. Il est désigné représentant de Veigy à l'Assemblée nationale des Allobroges,. Il est notamment membre de la commission d'administration provisoire de cette assemblée.
Lorsque la République institué par l'Assemblée des Allobroges devient le département du Mont-Blanc, il devient l'un des membres du directoire pour ce dernier. Il est par ailleurs « membre du tribunal et du district de Carouge avant de passer à l'Administration centrale du Mont-Blanc ».
Lors de la vente des biens de l'Église de Veigy, en juillet 1794, il est l'un des plus gros acquéreur.
Il est élu député, pour le département du Mont-Blanc, au Conseil des Cinq-Cents,. Il y siège, « silencieusement » nous disent les auteurs du Biographie extraite du dictionnaire des parlementaires français de 1789 à 1889, du 14 avril 1798 au 26 décembre 1799. L'historien André Palluel-Guillard, spécialiste de la période et de la région, précise quant à lui « avec des talents et ennemi des excès ». Il est élu aux côtés .
À l'issue de ce mandat, le gouvernement le nomme juge au tribunal civil de Genève,. Au cours du régime suivant, sous le Premier Empire, il est receveur-général pour le département du Léman, après 1809.
François Chastel meurt le 1er juillet 1847.